# Freccia Vallone 1943
La Freccia Vallone 1943, settima edizione della corsa, si svolse il 23 maggio 1943 per un percorso di 208 km. La vittoria fu appannaggio del belga Marcel Kint, che completò il percorso in 5h40'00" precedendo i connazionali Georges Claes e Désiré Keteleer.
Al traguardo di Charleroi furono 46 i ciclisti, degli 81 partiti da Mons, che portarono a termine la competizione.

## Ordine d'arrivo (Top 10)
| Pos. | Corridore         | Squadra            | Tempo    |
| ---- | ----------------- | ------------------ | -------- |
| 1    | Marcel Kint       | Mercier-Hutchinson | 5h40'00" |
| 2    | Georges Claes     | Helyett            | a 10"    |
| 3    | Désiré Keteleer   | Helyett            | s.t.     |
| 4    | Armand Putzeyse   | Metròpole-Dunlop   | s.t.     |
| 5    | Ernest Sterckx    | -                  | s.t.     |
| 6    | Jacques Geus      | Helyett            | s.t.     |
| 7    | Jerome Dufromont  | -                  | s.t.     |
| 8    | Jules Lowie       | Mercier-Hutchinson | s.t.     |
| 9    | Omer Thys         | -                  | s.t.     |
| 10   | Joseph Moerenhout | Dilecta-Wolber     | s.t.     |